# Richa
La palabra sánscrita richa se refiere a un sloka (versículo) o mantra, por lo general de dos a cuatro frases de longitud, que se encuentra en los Vedas (escrituras religiosas en sánscrito), principalmente en el más antiguo, el Rigveda (compuesto hacia el siglo XV a. C.).
Actualmente richa significa ‘aforismo del Rigveda’.
El richa más conocido es el mantra Gáiatri.

## Nombre sánscrito
- ṛca, en el sistema AITS (alfabeto internacional para la transliteración del sánscrito).[2]
- ऋच्, en escritura devanagari del sánscrito.[2]
- Pronunciación: [rícha] en sánscrito[2]
- Etimología: la palabra richa proviene del verbo rich, que significa ‘alabar’.[2]
  - ‘alabanza’[2]
  - ‘esplendor’, ‘adoración’, ‘himno’.[3]

En maratí o en canarés se pronuncia [rhucha] (rJúcha).
En hindi se pronuncia rícha y se escribe ऋचा.
Tanto las pronunciaciones ru y ri son correctas, ya que se tratan de variantes regionales. En Majarastra y Karnataka, la letra ऋ se pronuncia ru, mientras que se pronuncia ri en todo el norte de la India (hablantes de hindi). El tipo de letra del idioma hindi es la devanagari, que es la misma que en la actualidad se utiliza para escribir sánscrito.

## El nombre Richa
Richa es un popular nombre femenino (y en pocos casos, masculino) indostánico.
Véase Richa (nombre)